# Kameruni törpekaméleon
A kameruni törpekaméleon (Rhampholeon spectrum) egy kis termetű kaméleon, rejtő színe miatt száraz levélre emlékeztet, ezért nevezik levél kaméleonnak is. Háta közepén egy sötét vonal húzódik végig, amiből a test oldala felé oldalágak futnak, akár egy levél erezete. Ha megriasztják, az alacsony bokrokról a földre veti magát és mozdulatlanságba dermedve észrevétlen marad az avarban.
Az előfordulási területe Közép-Afrika, ahol az esőerdő alacsony növényein él.
- Szaporodás: Fészekalja 12-18 tojás.
- Hasonló Fajok: Dél-afrikai törpekaméleon

## Fordítás
- Ez a szócikk részben vagy egészben a Rhampholeon spectrum című angol Wikipédia-szócikk fordításán alapul.  Az eredeti cikk szerkesztőit annak laptörténete sorolja fel. Ez a jelzés csupán a megfogalmazás eredetét és a szerzői jogokat jelzi, nem szolgál a cikkben szereplő információk forrásmegjelöléseként.